# Mère isolée
Les mères isolées sont des femmes qui sont chargées de familles monoparentales, souvent confrontées à des inégalités et des discriminations économiques et sociales.

## Problématique sociale
Les mères isolées sont victimes de situations discriminantes en raison de la précarité économique souvent catastrophique, du non-paiement des pensions alimentaires qui leur sont pourtant dues, de la charge mentale excessive parfois ingérable, de la stigmatisation sociale et du manque crasse de reconnaissance institutionnelle, ce qui les marginalise et altère leur quotidien,. Les défis systémiques des mères isolées mettent en lumière une nécessité plus qu'urgente de réformes structurelles, qu'il s'agisse d'équité économique, de justice familiale, de reconnaissance institutionnelle... Etc.

## Contexte et chiffres clés en France et en Europe

### Prévalence des familles monoparentales
- En France : En 2024, une famille sur quatre est monoparentale, contre une sur dix dans les années 1970. Parmi elles, 82 à 84 % sont sous la responsabilité par des femmes.
- Dans l'UE : ce sont 80 % des familles monoparentales qui sont dirigées par des mamans, hélas, régulièrement en situation de précarité économique[3].

### Pauvreté et précarité
- En France : Plus d'une mère isolée sur trois vit sous le seuil de pauvreté.
- Dans l'UE : 40 % des pensions alimentaires ne sont pas versées. Voilà l'un des facteurs qui aggrave l'instabilité financière des mères isolées[4].

## Données statistiques

### Augmentation de la monoparentalité et donc du nombre de mères isolées
- En 2010 : cela concernait 20 % des familles.
- En 2024 : ce sont maintenant 25 % des familles qui sont monoparentales[5].

### Inégalités liées à l'emploi
- Temps partiel imposé : 42 % des mères isolées sont contraintes au temps partiel. La situation est très généralement subie par ces personnes.
- Réduction de l’activité : Dans 5 cas sur 6, la mère réduit ou abandonne son emploi pour s'occuper de ses enfants. Souvent d'autres modes de garde sont compliqués à obtenir[6].

## Initiatives et recommandations

### Recommandations institutionnelles
- Reconnaissance de la monoparentalité comme un modèle familial légitime.
- Réformes fiscales pour alléger la charge économique des familles monoparentales.
- Renforcement des aides publiques (logement, éducation)[5].

### Initiatives citoyennes
- Collective des Mères Isolées : Plaidoyer pour un "Grenelle" des violences intrafamiliales et des réformes de l'autorité parentale conjointe[7],[8].

### Soutien social
- Le RSA majoré touche 96 % de mères isolées, mais reste insuffisant pour couvrir les besoins essentiels (logement, garde d’enfants)[9].